# Goldie and the Gingerbreads
Goldie and the Gingerbreads – amerykański zespół rockowy istniejący w latach 1962–1967. Do grupy należały piosenkarka Genya Ravan i trzy instrumentalistki: Ginger Bianco, Margo Lewis i Carol McDonald. Formacja była pierwszą kobiecą grupą rockową, która podpisała kontrakt z mainstreamową wytwórnią muzyczną, oraz jedną z pierwszych, które samodzielnie grały na instrumentach (razem z Fanny, Birthą, The Ace of Cups i The Pleasure Seekers/Cradle).
W latach 60., gdy większość żeńskich zespołów było ignorowanych przez wytwórnie muzyczne i rzadko budziły zainteresowanie publiczności, która przychodziła na ich koncerty (wyjątkiem były żeńskie zespoły wokalne z gatunku Motown), Goldie and the Gingerbreads były pierwszymi kobietami, które „przełamały barierę” w zdominowanym przez mężczyzn przemyśle muzycznym. W 1963 roku zespół podpisał kontrakt z Decca Records, a w 1964 z Atlantic Records.
Największym sukcesem zespołu był singiel „Can’t You Hear My Heartbeat” (1965), który osiągnął 25. miejsce na brytyjskiej liście przebojów.